# Les Chemins du Haut Canyon
Pour plus de détails, voir Fiche technique et Distribution.
Les Chemins du Haut Canyon (Zoom at the Top) est un film américain d'animation Merrie Melodies de 6 minutes et mettant en scène Bip Bip et Vil Coyote réalisé par Chuck Jones et Maurice Noble en 1962.

## Fiche technique
- Réalisateurs : Chuck Jones et Maurice Noble
- Producteur : David H. DePatie
- Compositeur : Milt Franklyn